# Cepolidae
Los Cepolidae (cepólidos) es una familia de peces marinos, la única incluida en la superfamilia Cepoloidea dentro del orden Perciformes.
Color del cuerpo rojo o rosado. Las aletas dorsal, caudal y anal fusionadas en una delgada. La línea lateral discurre a lo largo de la base de la aleta dorsal. El tamaño máximo del cuerpo es de 70 cm, que se da en la especie común en el mar Mediterráneo, Cepola macrophthalma.
La mayoría de las especies viven en agujeros en el fango o arena, hechos por ellas mismas. Se alimentan normalmente de zooplancton.

## Géneros y especies
Hay 21 especies en cinco géneros:
- Género Acanthocepola
  - Acanthocepola abbreviata (Valenciennes, 1835)
  - Acanthocepola indica (Day, 1888)
  - Acanthocepola krusensternii (Temminck & Schlegel, 1845)
  - Acanthocepola limbata (Valenciennes, 1835)

- Género Cepola
  - Cepola australis (Ogilby, 1899)
  - Cepola haastii (Hector, 1881)
  - Cepola macrophthalma (Linnaeus, 1758) - Cinta
  - Cepola pauciradiata (Cadenat, 1950)
  - Cepola schlegelii (Bleeker, 1854)

- Género Owstonia
  - Owstonia dorypterus (Fowler, 1934)
  - Owstonia grammodon (Fowler, 1934)
  - Owstonia maccullochi (Whitley, 1934)
  - Owstonia macrophthalmus (Fourmanoir, 1985)
  - Owstonia nigromarginatus (Fourmanoir, 1985)
  - Owstonia pectinifer (Myers, 1939)
  - Owstonia simoterus (Smith, 1968)
  - Owstonia tosaensis (Kamohara, 1934)
  - Owstonia totomiensis (Tanaka, 1908)
  - Owstonia weberi (Gilchrist, 1922)

- Género Pseudocepola
  - Pseudocepola taeniosoma (Kamohara, 1935)

- Género Sphenanthias
  - Sphenanthias sibogae (Weber, 1913)